# 129561 Chuhachi
129561 Chuhachi este un asteroid din centura principală de asteroizi.

## Descriere
129561 Chuhachi este un asteroid din centura principală de asteroizi. A fost descoperit pe 9 februarie 1997 la Kuma Kogen de Akimasa Nakamura. Asteroidul prezintă o orbită caracterizată de o semiaxă mare de 2,58 ua, o excentricitate de 0,10 și o înclinație de 2,2° în raport cu ecliptica.